# Bematistes latefasciata
Bematistes latefasciata är en fjärilsart som beskrevs av Suffert 1904. Bematistes latefasciata ingår i släktet Bematistes och familjen praktfjärilar. Inga underarter finns listade i Catalogue of Life.